# Mexalictus eickworti
Mexalictus eickworti is een vliesvleugelig insect uit de familie Halictidae. De wetenschappelijke naam van de soort is voor het eerst geldig gepubliceerd in 1996 door Godínez-García.